# یواس‌اس مون‌پلیه (اسی‌ال-۵۷)
یواس‌اس مون‌پلیه (اسی‌ال-۵۷) (به انگلیسی: USS Montpelier (CL-57)) یک کشتی بود که طول آن ۶۰۸ فوت ۴ اینچ (۱۸۵٫۴۲ متر) بود. این کشتی در سال ۱۹۴۲ ساخته شد.